# Knock at the Cabin
Knock at the Cabin (dt.: „Klopfen an der Hütte“) ist ein US-amerikanischer Spielfilm von M. Night Shyamalan. Der Thriller basiert auf einem Roman von Paul Tremblay und stellt ein schwules Paar und seine Adoptivtochter in den Mittelpunkt. Im Urlaub wird die Familie von vier Fremden überfallen und gefangen genommen, die scheinbar von der Apokalypse besessen sind. Die Hauptrollen übernahmen Ben Aldridge, Jonathan Groff, Kristen Cui und Dave Bautista.
Der Film wurde Anfang Februar 2023 weltweit in den Kinos veröffentlicht. Der deutsche Kinostart erfolgte am 9. Februar 2023.

## Handlung
Das Paar Eric und Andrew macht Urlaub mit seiner siebenjährigen Adoptivtochter Wen in Pennsylvania. Die Väter haben eine abgelegene Waldhütte in der Nähe eines Sees gemietet. Die Familie verbringt eine unbeschwerte Zeit in der Natur, bis Wen einem kräftigen, tätowierten Mann im Wald begegnet. Er stellt sich ihr als Leonard vor und gibt an, dass er den Auftrag erhalten habe, sich mit Wen und ihren Vätern anzufreunden. Gleichzeitig sei sein Herz „gebrochen“, wegen dem, was er heute tun müsse. Ein weiterer Mann und zwei Frauen folgen ihm, eine davon mit einer Art Spitzhacke und einem Hammer an einer Kette bewaffnet. Wen und ihre Väter verbarrikadieren sich daraufhin aus Angst vor den Fremden in ihrer Hütte. Leonard und seine Mitstreiter dringen aber mit Gewalt in das Haus ein, überwältigen Eric und Andrew und fesseln sie. Eric erleidet dabei eine Verletzung am Kopf sowie eine Gehirnerschütterung. Die Situation der Familie erscheint ausweglos – es gibt keinen Handy-Empfang, um Hilfe zu rufen, und die Telefonleitung der Hütte wurde gekappt.
Die Angreifer, die durch ihr weitgehend höfliches Verhalten auffallen, stellen sich Eric, Andrew und Wen vor. Der Anführer Leonard sei ein Grundschullehrer und Barkeeper aus Chicago. Die Afroamerikanerin Sabrina stammt aus Südkalifornien und ist Pflegerin von Beruf. Der aggressive Arbeiter und Ex-Häftling Redmond kommt aus Medford (Massachusetts) und die junge und naive Köchin und alleinerziehende Mutter Adriane aus Washington, D.C. Leonard informiert die Familie darüber, dass sie durch eine gemeinsame „Vision“ zusammenkamen, um die bevorstehende Apokalypse zu verhindern. Eric, Andrew und Wen seien ausgewählt worden, ein schreckliches Opfer zu erbringen. Eines der Familienmitglieder müsse durch ein anderes getötet werden. Sollte die Familie bei der Wahl versagen, werde „die Welt enden“ und die gesamte Bevölkerung sterben, mit Ausnahme von Eric, Andrew und Wen. Leonard gibt an, dass die vier nicht für sie handeln können. Auch sei ein Selbstmord ausgeschlossen.
Als Eric, Andrew und Wen den Eindringlingen keinen Glauben schenken, werden vor ihren Augen Redmond und einen Tag später auch Adriane durch Ritualmorde mit den mitgebrachten, selbstgebastelten Waffen getötet. Jeweils zuvor prophezeit Leonard „über einen Teil der Menschheit wurde gerichtet“. Nach den Morden berichten die Fernsehnachrichten von einem schweren Erdbeben der Stärke 8,6 in der Cascadia-Subduktionszone, das eine Flutwelle auslöst, beziehungsweise über eine sich schnell ausbreitende Viruserkrankung bei Kindern unter zehn Jahren namens „X9“. Während Andrew, ein Menschenrechtsanwalt, an Zufälle oder Tricks der Eindringlinge glaubt, zeigt sich der durch seine Kopfverletzung benommene Eric zunehmend verunsichert. Er glaubt, vor Redmonds Tod eine Gestalt im Spiegel gesehen zu haben. Andrew kann ihn aber mehrfach umstimmen.
Nachdem zuvor ein Fluchtversuch von Wen gescheitert ist, gelingt es Eric und Andrew, sich am nächsten Tag mit Hilfe ihrer Adoptivtochter von den Fesseln zu befreien. Während Eric und Wen Leonard ablenken, schafft es Andrew, zum Auto zu gelangen, dessen Reifen aufgeschlitzt wurden. Trotz der Gegenwehr Sabrinas schafft er es, seine mitgebrachte Waffe aus dem Safe zu holen. Unfreiwillig vollzieht Andrew das nächste Opfer, als er die kurz zuvor geflüchtete Sabrina im Haus erschießt, als sie auf ihn zu rennt. Nachdem der gefangengenommene Leonard das Ritual bei ihr nachträglich vollendet hat, berichten die Nachrichten von 700 zivilen Verkehrsflugzeugen, die unter mysteriösen Umständen vom Himmel stürzen; auch in der Nähe der Hütte kommt es zu einem Flugzeugabsturz. Leonard, der zwischenzeitlich an Andrews Waffe gelangt, verübt auf der Terrasse der Hütte das letzte Opfer und schneidet sich die Halsschlagader auf. Daraufhin zieht ein dunkles Gewitter auf. Eric, der an die Anwesenheit einer Gestalt glaubt, kann Andrew davon überzeugen, dass es sich bei den vier Eindringlingen um die apokalyptischen Reiter handelte. Redmond habe die „Boshaftigkeit“, Adriane die „Fürsorge“, Sabrina die „Heilung“ und Leonard die „Führung“ symbolisiert. Für eine glückliche Zukunft Wens tötet Andrew nach kurzem Zögern seinen Ehemann. Daraufhin hören die Katastrophen abrupt auf. Als Andrew und Wen den Wagen der Angreifer erreichen, stellen sie fest, dass die Angaben von Leonard, Sabrina und Adriane stimmten. Einzig hinter Redmond verbarg sich ein Mann namens Rory, der Andrew in der Vergangenheit in einer Bar angegriffen und verletzt hatte, wie er bereits zuvor vermutet hatte. Als Andrew den Wagen startet, ertönt im Autoradio Erics Lieblingsmusik.

### Literaturvorlage und Adaption

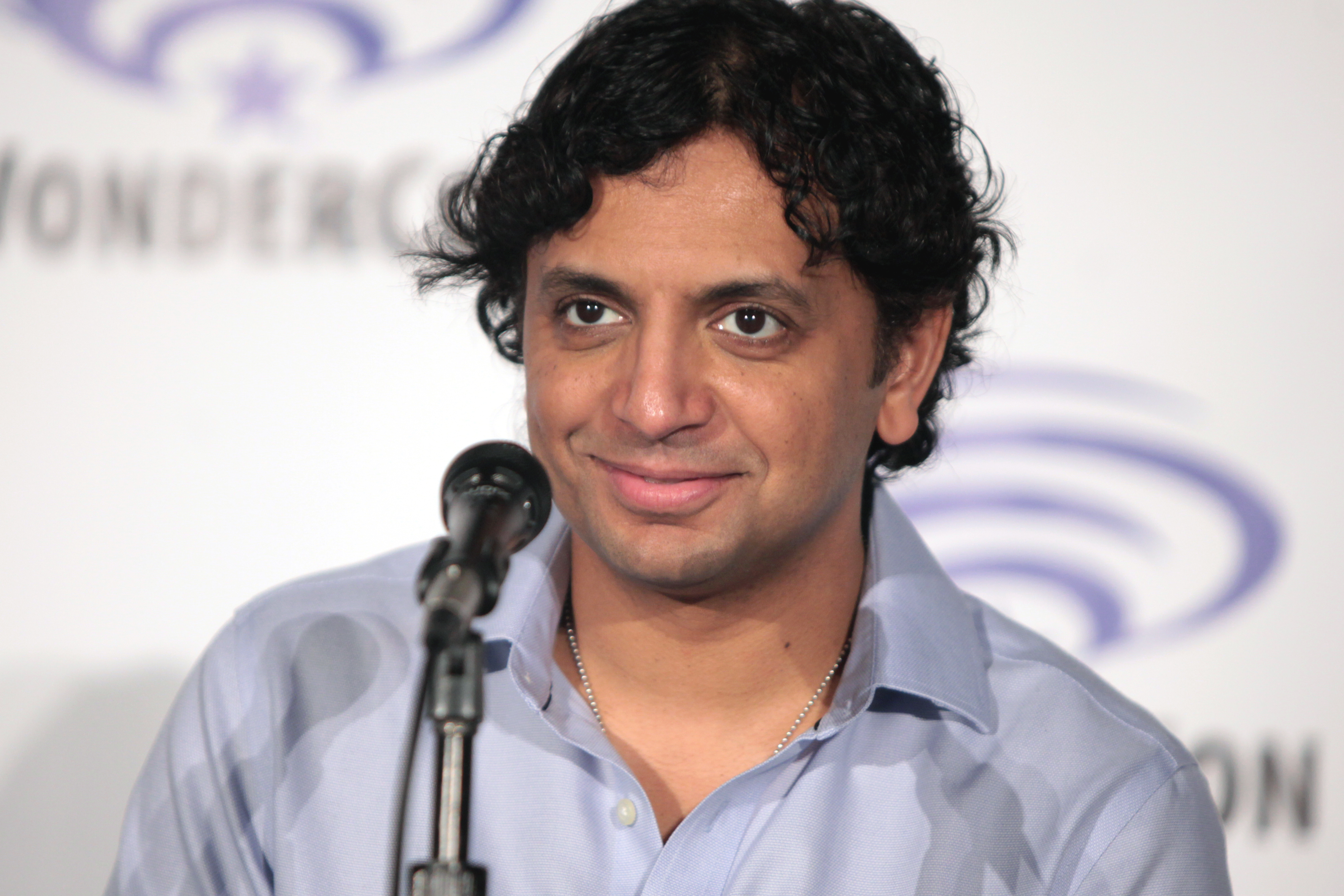
Regisseur M. Night Shyamalan (2016)

### Besetzung, Dreharbeiten und Postproduktion

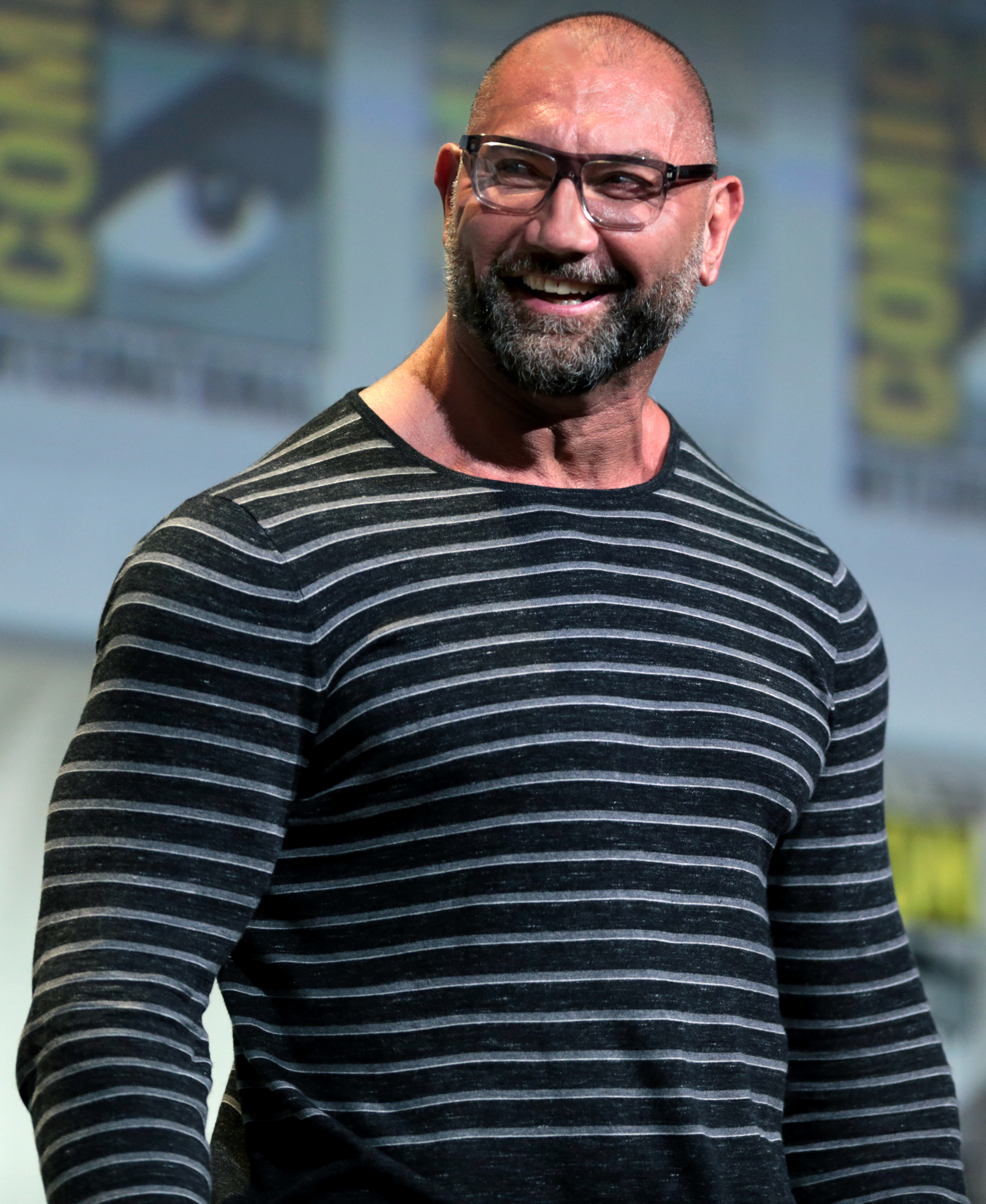
Dave Bautista (2016) spielt im Film den Angreifer Leonard

## Entstehungsgeschichte